# Pepita Meliá
Josefina "Pepita" Meliá (Alicante, 1893-México, 31 de octubre de 1990) fue una actriz española afincada en Argentina.

## Biografía
Actriz de formación eminentemente teatral, en 1915 contrae matrimonio con el también actor Benito Cibrián y forman su propia compañía. Juntos tuvieron a su hijo José Cibrián de destacada gran trayectoria y como nuera a la primera actriz Ana María Campoy. Su nieto es el director  y actor teatral Pepito Cibrián.

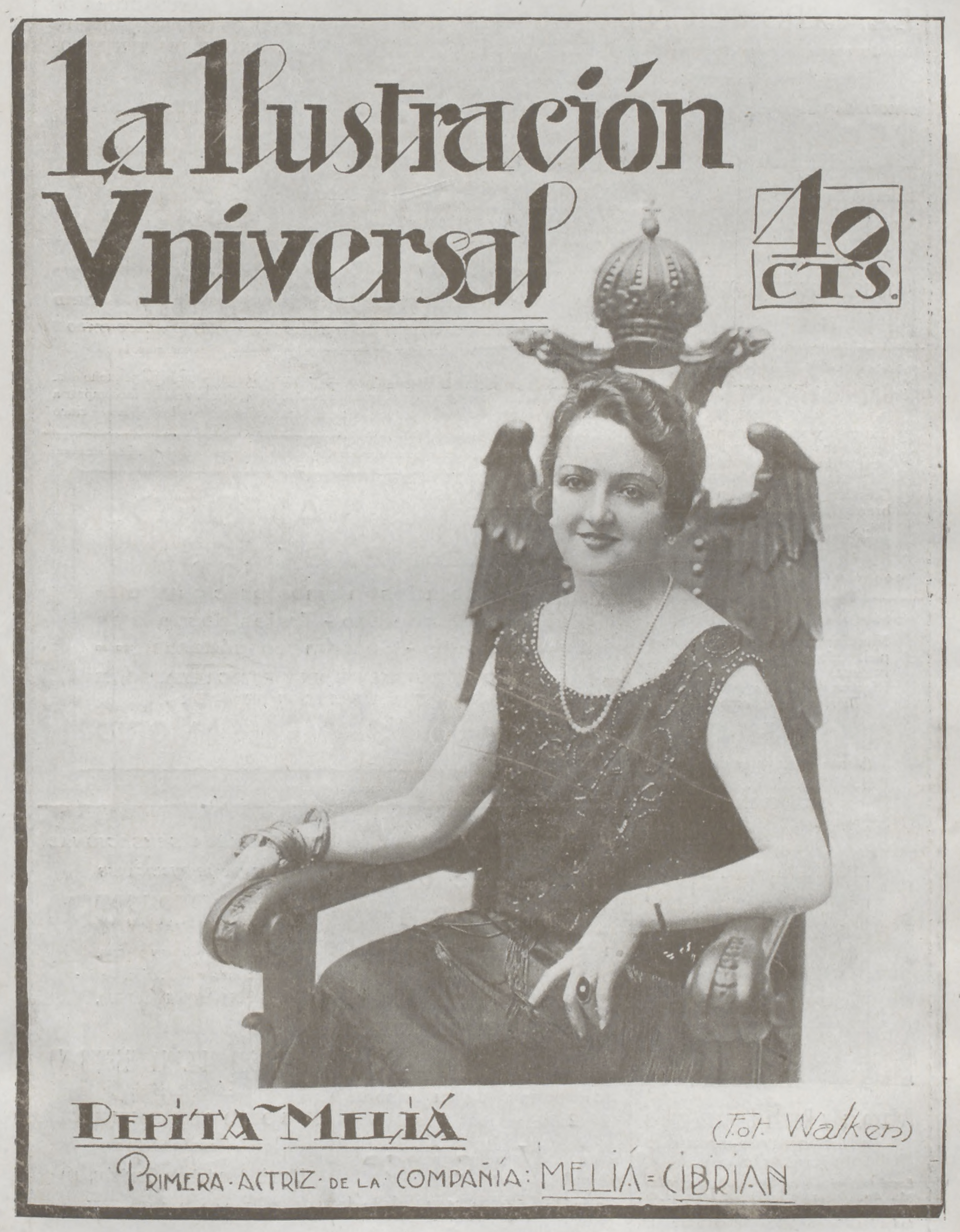
Pepita Meliá hacia 1925

En los siguientes años se prodiga por los escenarios españoles, llegando a recalar, a principios de la década de 1930 en el Teatro Español de Madrid, del que durante en la temporada de 1934 se convierte en primera actriz. Allí estrena Usted tiene ojos de mujer fatal, de Enrique Jardiel Poncela e interpreta obras de Joaquín Dicenta, los Hermanos Álvarez Quintero, Carlos Arniches o Jacinto Benavente.
Al estallar la guerra civil española se integra en la Compañía de Comedias del Frente Popular.
Finalizado el conflicto, se exilia en México con su marido, recalando finalmente en Argentina. En ambos países realiza algunas incursiones en cine, llegando a rodar a las órdenes de Juan Antonio Bardem Los inocentes.
Murió en México el miércoles 31 de octubre de 1990 tras una larga enfermedad.

## Filmografía
- El secreto de Juan Palomo (1947)
- El amor abrió los ojos (1947)
- Los siete niños de Écija (1947)
- El juramento de Lagardere (1955)
- Cubitos de hielo (1956)
- Amor prohibido (1958)
- Álamos talados (1960)
- Los inocentes (1963) ...Eloísa Errazquin

## Teatro
- Las brujas ( Sevilla, Teatro Cervantes) 1930) de Luis Chamizo, con la compañía de Comedias Meliá-Cibrián. En el papel de Andrea Cortés.
- Colombo (1953), con la compañía de Juan Carlos Thorry y Analía Gadé.